# 事故管理

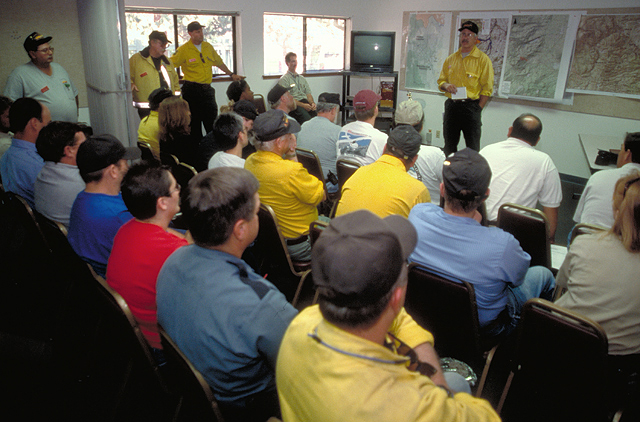
西北事件管理小组事件指挥官鲍勃·桑德曼（Bob Sandman）在将指挥权从初始攻击事件指挥部转移到蒙大拿州的II型小组期间对卡什山火灾的评估。

事故管理（英語：Incident management，简写为IcM），也作事件管理、突发事件处理和意外事件管理，是指一个组织机构为了觉察、分析并纠正危险因素以防患于未然，而采取的种种行动的总称。而在一个结构化的组织当中，通常由事件回应小组或者事件管理小组对相关问题采取行动。这些职能要么是事先就决定好了的，亦或是在事件发生的过程中由所属组织指派，以此将事态恢复至从前的水平。
和事件回应小组、事件管理小组类似的是事件命令系统。该技术在美国、加拿大等多个国家的公共安全机构、法律机构当中都十分盛行，但也在私有的组织中传播开，作为与公共安全机构协作的一部分。

## 拓展阅读
- Adam Krug (2014-09/16), "Incident Management Software System Case Studies", Case Studies 1 - 34
- Wearne S H & White-Hunt, K (2010), Managing the Urgent and Unexpected, Gower Publishing - Case studies